# Alchemilla hemsinica
Alchemilla hemsinica é uma espécie de rosácea do gênero Alchemilla, pertencente à família Rosaceae.